# Bonifacio Petrone
Bonifacio Petrone, noto come Pecorone (Saponara, 1679 – Napoli, 1734), è stato un cantante e attore teatrale italiano, attivo nel Regno di Napoli, agli inizi del settecento.

## Biografia
Nato a Saponara (l'attuale Grumento Nova) da Francesco e Porzia Petitto, studiò canto a Napoli nel conservatorio di Sant'Onofrio tra il 1693 e il 1701 sotto gli insegnamenti di Cataldo Amodei. Dopo gli studi, tornò a Saponara per servire il principe Carlo Maria Sanseverino e, dopo la sua morte, tornò a Napoli presso il conservatorio di Santa Maria di Loreto tra il 1704 e il 1707, dandosi, allo stesso tempo, al sacerdozio.
Grazie al compositore Alessandro Scarlatti, nel 1717 entrò, in qualità di basso, nella cappella reale dell'Assunta, nel 1727 nella reale cappella del Tesoro di san Gennaro e nella chiesa della Trinità Maggiore. Cantò da protagonista in drammi sacri per musica tra cui La Santa Maria Siriaca, Il Trionfo della castità di Sant’Alessio (1713), Santa Elisabetta d’Ungheria (1716), Il Martirio di Santa Caterina Vergine d’Alessandria (1714).
Fu anche attore teatrale e fece parte della Congregazione de' musici di Roma, della quale fu governatore nel 1723. Nel 1729 pubblicò un memoriale che parla della sua città d'origine e della propria esperienza artistica e sociale napoletana. Si spense a Napoli nel 1734

## Opere
- Memorie dell'abate Bonifacio Pecorone della città di Saponara (1729)